# Dee Dee Bridgewater

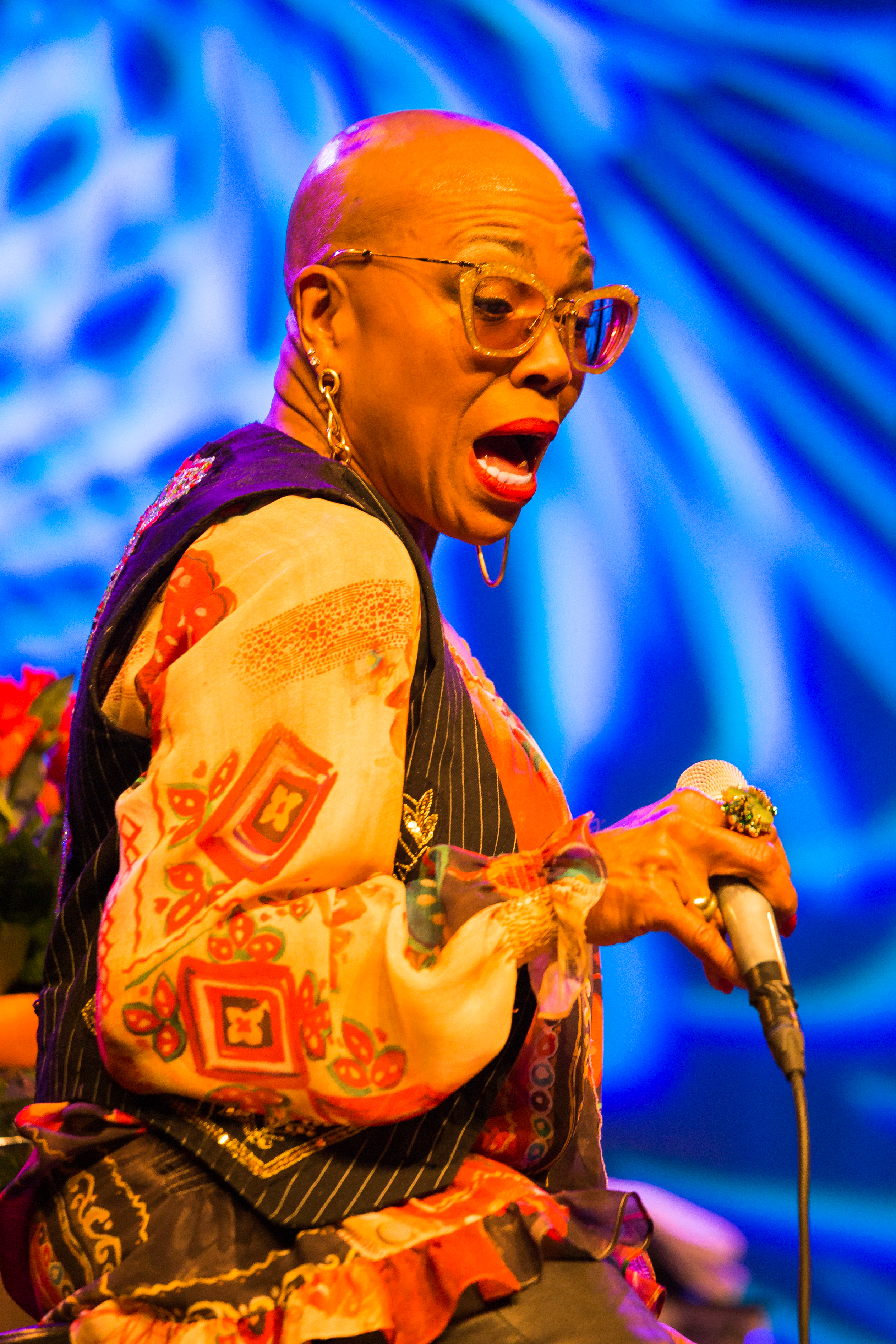
RhinoJazzFestival, 2017

Dee Dee Bridgewater (Memphis, Tennessee, 1950. május 27. -) négyszeres Grammy-díjas amerikai dzsesszénekesnő, valamint Tony-díjas színésznő.

## Karrierje
Ella Fitzgerald dalait már óvodás korában ismerte. Tízéves korában már fellépett Michiganben. Tizenkilenc évesen már a Szovjetunióban koncertezett az Illinois-i Egyetem big bandjével. A hetvenes évek elején több musicalben énekelt a Broadwayn, például ő volt az első fekete bőrű Sally Bowles a Kabaréban. Egyik legnagyobb sikere a The Wiz című darab főszerepe volt, amelyért elnyerte a Tony-díjat.
A nyolcvanas években áttelepült Párizsba.
A Franciaországban eltöltött idő gyógyulást, fejlődést hozott számomra, nőként és művészként egyaránt, és azt, hogy felfedezhettem a világ többi részét – mondta erről az időszakról az énekesnő. A döntés karrierje szempontjából is jónak bizonyult: saját formációt alapított, bejárta a neves dzsesszfesztiválokat, sorra készítette az albumokat.
Három gyereke született: Tulani Bridgewater, China Moses, Gabriel Durand – három egymást követő férjtől.
- Többször koncertezett Magyarországon is.
- Fellépett a 12. VeszprémFesten 2015. nyarán (Dee Dee Bridgewater, Irvin Mayfield, Jr. with the New Orleans Jazz Orchestra)
- 2024. június 30.: MÜPA

## Diszkográfia
- Afro blue – 1974
- Dee Dee Bridgewater – 1976
- Just Family – 1977
- Bad for Me – 1979
- Live in Paris – 1986
- In Montreux – 1993 – első saját koncert felvétel
- Keeping Tradition – 1993
- Love and Peace – 1995
- Duke Ellington – Prelude to a Kiss – 1996
- Dear Ella – 1997; két Grammy-díj
- Koncertalbum – Live at Yoshi's 2000
- This is New – 2002, Verve Records
- J'ai Deux Amours (francia szerelmes dalok) – 2005, DDB Records
- The Red Earth – Malian Journey, (Bamakóban, mali zenészek közreműködésével) – 2008
- Eleanora Fagan[7](1915-1959): To Billie with Love from Dee Dee Bridgewater – 2010
- Midnight Sun – 2011[8]
- Dee Dee's Feathers – 2015
- Memphis... Yes, I'm Ready – 2017
- Just Family / bag for Me (dupla CD) – 2020

### Vendégként
- Frank Foster – The Loud Minority (Mainstream, 1972)
- Stanley Clarke – Children of Forever (Polydor, 1973)
- Roy Ayers – Coffy (Polydor, 1973) – as Denise Bridgewater
- Buddy Terry – Lean on Him (Mainstream, 1973)
- Norman Connors – Love from the Sun (Buddah, 1974)
- Cecil McBee – Mutima (Strata-East, 1974)
- Charles Sullivan – Genesis (Strata-East, 1974)
- Carlos Garnett – Black Love (Muse, 1974)
- Stanley Clarke – I Wanna Play for You (Nemperor, 1979)
- Hollywood Bowl Orchestra – Prelude to a Kiss - The Duke Ellington Album (Philips Classics, 1996)
- BWB – Groovin' (Warner Bros., 2002)
- Christian McBride – Conversations with Christian (Mack Avenue, 2011)

## Díjai
- Grammy-díj
  - 1998 Best Jazz Vocal Performance (Dear Ella)
  - 1998 Best Instrumental Arrangement Accompanying Vocal(s) (Dear Ella)
  - 2005 Jazz Vocal Album (J'ai Deux Amours)
  - 2010 Jazz Vocal Album (Eleanora Fagan, To Billie with Love from Dee Dee Bridgewater)
- Tony-díj

## Társadalmi szerepvállalása
Jótékonysági munkát is végez, az ENSZ tiszteletbeli nagyköveteként járja a világot, így kampányolva az éhezők megsegítése érdekében.

## További információ
- Hivatalos oldal
- Dee Dee Bridgewater a Facebookon
- Dee Dee Bridgewater a PORT.hu-n (magyarul)
- Dee Dee Bridgewater az Internet Movie Database-ben (angolul)